# Deputacija generala Kneževine Katalonije
Deputacija generala Kneževine Katalonije (špansko Diputación del General del Principado de Cataluña) je bila, kot že ime pove, stalno in redno predstavništvo generala Katalonije. Ta organ je izhajal iz splošnega sodišča (Cortes Generales), ki je združevalo kralja in razredno predstavništvo družbe in je imelo nalogo izvajanja določenih funkcij, kot na primer zbiranje donacij, upravljanje generalovih davkov, kasneje je imelo tudi funkcijo stalne komisije sodišč, ko ti niso zasedali.  Glede na to institucijo so priredili ime za sedanjo vladno institucijo Generalitat Katalonije.

## Zgodovina
Razlog za nastanek Deputacije generala Kneževine Katalonije so bila do neke mere katalonska sodišča. Sodišča je sklical kralj v obdobju vladavine Jaimeja I. Osvajalca barcelonske hiše, sestavljali pa so jih predstavniki družbenih razredov obdobja: vojaško plemiški, cerkveni in kraljevi. Institucionalno obliko so katalonska sodišča dobila v času vladavine Petra Velikega. Zakonodajne funkcije in funkcijo sveta so sodišča izvajala prek tako imenovanih ˝treh vej˝: cerkvene, vojaške in ljudske ali kraljeve zbornice.
Deputacija generala za kraljevini Aragonijo in Valencio ter za Kneževino Katalonijo je bila določena leta 1289 na sodiščih v Monzonu. imela je vlogo začasne komisije za pobiranje ˝uslug˝ ali davka˝. Ta je bil potem podeljen kralju in na koncu obdobja zbiranja razpuščen. Ime je dobil iz Francije, kjer so bila ustanovljena davčna okrožja (francosko généralités) in je bil splošno znan kot generalitat, kasneje pa je uradno ime postalo Deputacija generala.
Kralj je po svoji volji želel uvesti novo davčno zakonodajo, vendar tega ni moral storiti, saj je vojna Dveh Petrov povzročila zelo visoke stroške, prav tako pa mu je uresničitev svoje želje preprečeval politični sistem Aragonske krone. Posledično je sklical pogajanje za nov davek z vsemi državami Krone. Pogajanje je potekalo v Barceloni (Villafranca del Panadés in Cervera) v letih 1358 in 1359, kjer so bili imenovani po štirje namestniki za vsako vejo: cerkveni predstavniki duhovščine, vojaški predstavniki plemstva in kraljevi ali ljudski predstavniki meščanstva. Njihova naloga je bila izvrševati odločitve sodišča, braniti ustavo in zakone ter pobirati subvencije in davke. Od začetka Monzonskih sodišč leta 1362 pa so z utrdbo nove institucije določili tudi, da bo namestnik predsednika bival v Barceloni.
V času medvladja, za katerega je bila kriva smrt Martína I. Aragonskega, je politične odgovornosti prevzel Generalitat, sistem volitev poslancev je bila tema stalnih diskusij. Končna odločitev je padla leta 1455, ko so uvedli sistem razvrščanja, da bi preprečili oligarhičen nepotizem. Ta sistem je pomenil, da so odhajajoči poslanci izvolili dvanajst kandidatov, medtem ko je bil eden od njih izbran naključno.
Kralj  Filip V. je po španski nasledstveni vojni vse države Aragonske krone obtožil upora in se odločil spremeniti zakone vseh kraljestev na kastiljski zakonik, z odločbami Nueva Planta pa je odpravil vse prejšnje institucije in zakone. Posledično je bila 16. septembra 1714 ukinjena Deputacija generala v Kataloniji, kar se je zgodilo tudi v Aragoniji leta 1708 in v Valencii leta 1709.
Leta 1931 je bil v Drugi španski Republiki ustanovljen Generalitat Katalonije kot institucija avtonomne samouprave Katalonije, ta pa je za simbolno vrednost obnovila ime srednjeveške institucije. 

## Sestava
Sestava Deputacije Generala je bila naslednja: 
a) Cerkveni namestnik. Predstavnik ali namestnik cerkvene veje je predsedoval sejam skupine poslancev in poslušalcev, če ni bilo nobenega člana kraljeve družine, ki bi lahko prevzel to vlogo. Konzistorij je bil kolegialen, mandat predsedstva, kot ga poznamo danes, pa je sodoben pojem. Glede na ta merila je predsednik postal namestnik, ki je imel najvišji cerkveni položaj.

b) Konzistorij. Sestavljali so ga po en namestnik iz vsake veje (cerkvena, vojaška in kraljeva) in revizor za vsako vejo. Naloga revizorja je bila pregledovati račune, ki so jih predložili namestniki.
c) Lokalni namestniki so bili pooblaščenci poslancev Deputacije generala v mestih in krajih Kneževine. 
d) Uradniki, kot so višji notar, pravni svetovalci, skrbnik (borze), višji odvetnik, generalni državni tožilec, skupaj z zapisnikarji, nadzorniki, pazniki, računovodjami itd.